# Dorfkirche Gohlitz

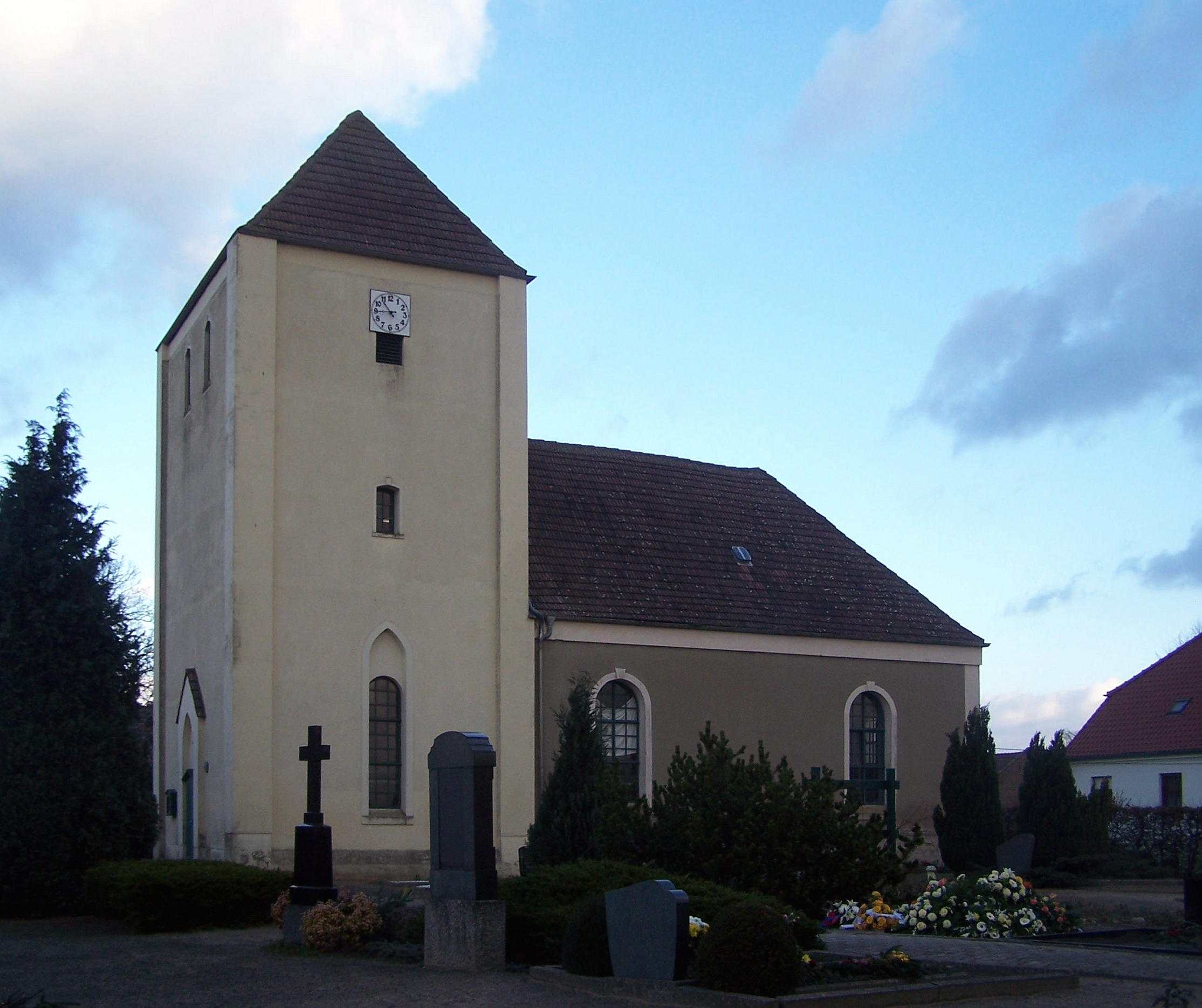
Dorfkirche in Gohlitz

Die evangelische Dorfkirche Gohlitz ist eine Saalkirche in Gohlitz, einem Wohnplatz im Ortsteil Wachow der Stadt Nauen im brandenburgischen Landkreis Havelland. Die Kirchengemeinde gehört dem Kirchenkreis Nauen-Rathenow der Evangelischen Kirche Berlin-Brandenburg-schlesische Oberlausitz an. Das Gebäude steht unter Denkmalschutz.

## Baubeschreibung

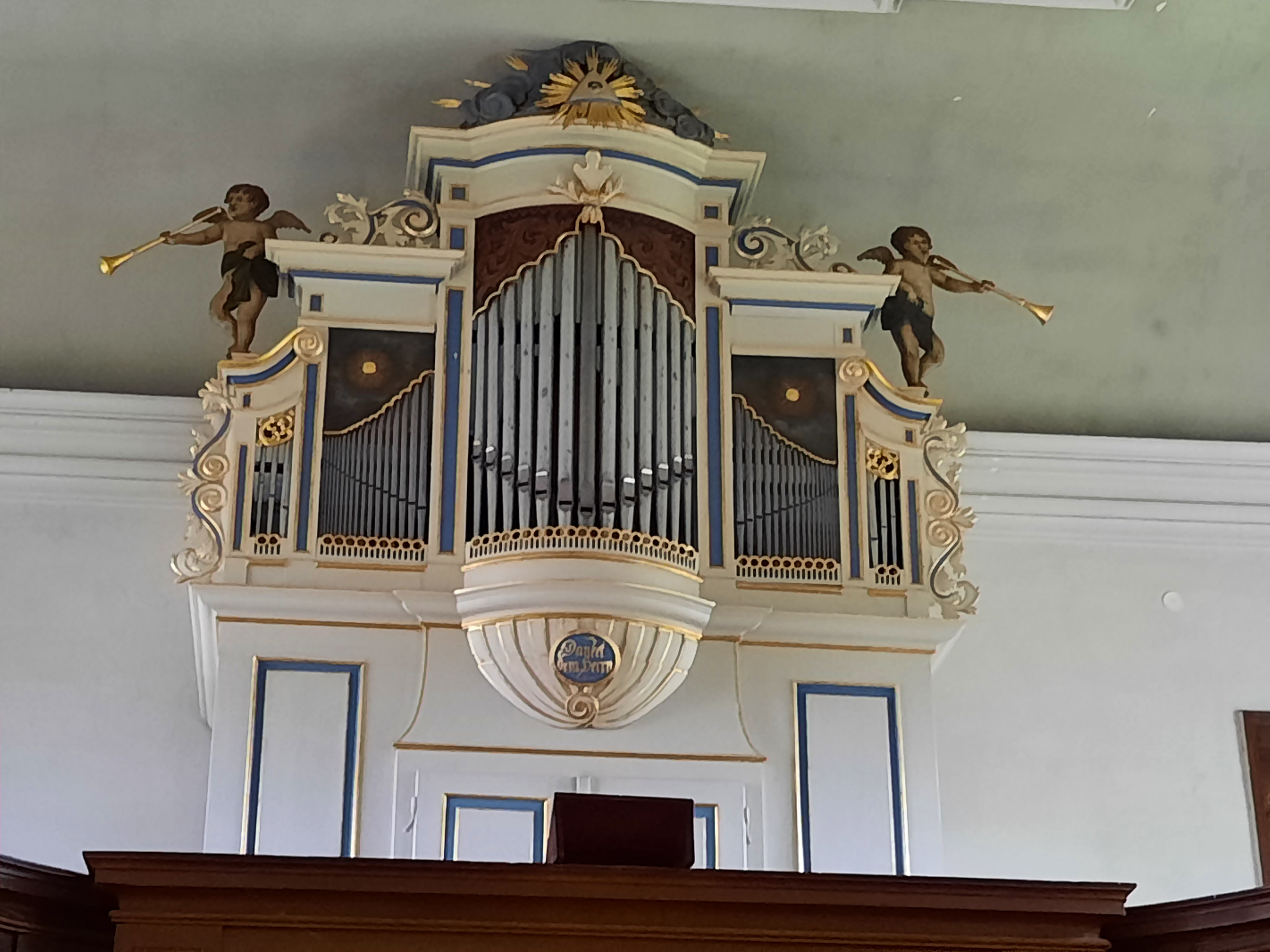
Grüneberg-Orgel

Die Kirche liegt auf dem Dorfanger von Gohlitz an der Anschrift Nauener Straße 21. Den Kern des Gebäudes bildet ein spätgotischer Saal aus Mauerwerk mit einem mächtigen, querrechteckigen Westturm. Der Turm zeichnet sich durch Ecklisenen und ein Zeltdach aus. Während der Barockzeit wurde das Gebäude als Putzbau erneuert, wobei die Fensteröffnungen vergrößert wurden. Im Jahr 1810 erfolgte eine Vergrößerung der Kirche. Dafür wurde das Schiff nach einem Entwurf von Carl Friedrich Quednow nach Osten verlängert und gerade geschlossen. Das Turmuntergeschoss wurde für die Wölbung vorbereitet.
Eine Westempore erstreckt sich bis auf die Langseiten. Die Brüstungsfelder der Empore, des Gestühls und der Altarrückwand sind mit vegetabiler Malerei verziert. Der Kanzelaltar stammt aus dem frühen 18. Jahrhundert und hat einen Korb, der von gedrehten Säulen und Akanthuswangen mit Engelsfiguren flankiert wird. Die Orgel, ein Meisterstück des Orgelbauers Johann Wilhelm Grüneberg, Mitglied der bekannten Orgelbauerfamilie Grüneberg, hat einen dreiteiligen, reich geschnitzten Prospekt und stammt aus dem Jahr 1773. 1835 erfolgte ein Umbau durch Gottlieb Heise.